# Ptuszkafabryka
Ptuszkafabryka (biał. Птушкафабрыка; ros. Птицефабрика) – osiedle na Białorusi, w obwodzie brzeskim, w rejonie kobryńskim, w sielsowiecie Batcze. Od wschodu graniczy z Kobryniem.
Osiedle powstało w 1962 roku przy nowo wybudowanej fermie drobiu. Wcześniej te tereny należały do wsi Andronowo.